# Ópera Estatal de Stuttgart

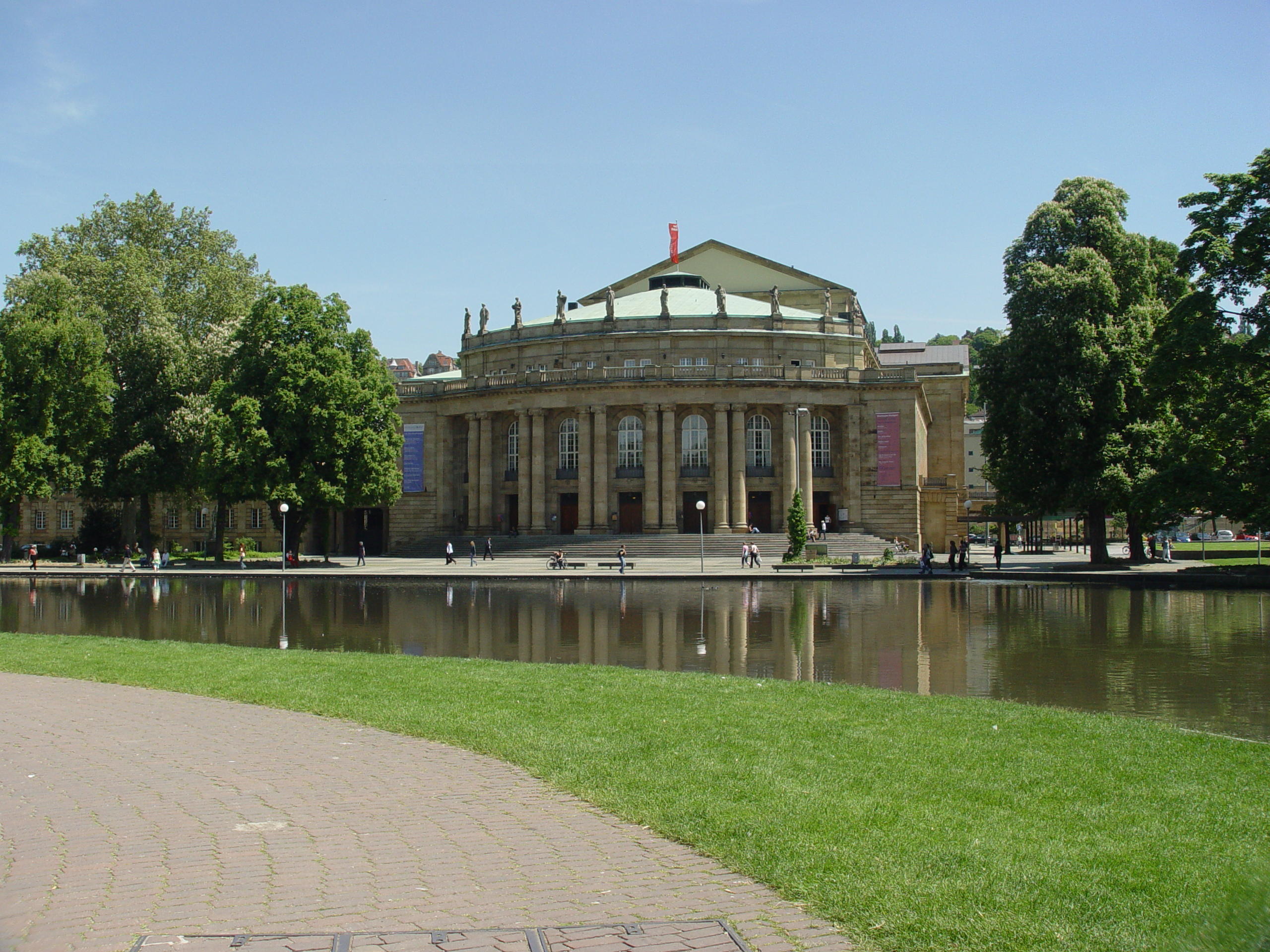

A Ópera Estatal de Stuttgart ou Ópera Estatal de Estugarda (em alemão Staatsoper Stuttgart) é uma companhia de ópera em Estugarda, Alemanha.
A companhia fica sediada no Teatro do Estado de Stuttgart (em alemão Staatstheater Stuttgat), conhecido localmente como Grosses Haus, que foi criado pelo designer Max Littmann e inaugurado em 1912 com uma performance da Tosca de Giacomo Puccini. É uma das maiores casas de ópera da Alemanha a não ser destruídas na Segunda Guerra Mundial.

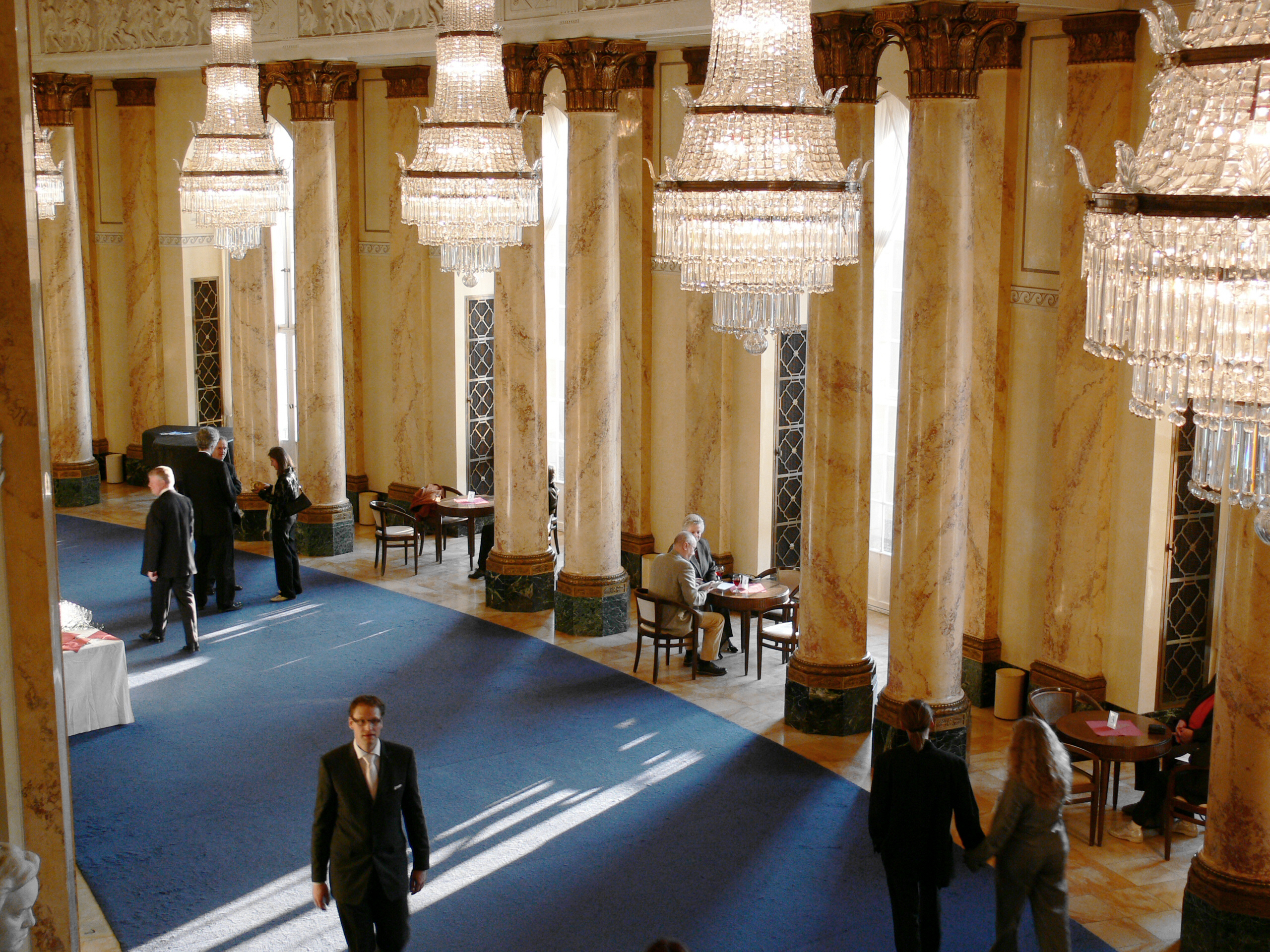

Um importante centro de ópera desde o século XVII, Stuttgart tem-se tornado um importante e influente centro desde a guerra, particularmente por trabalhos contemporâneos. três óperas de Carl Orff foram estreadas na companhia, que foi associada com figuras como Wieland Wagner, Günther Rennert, Hans Werner Henze e Philip Glass.
A companhia ganhou o prêmio "Opera House fo the Year" (Casa de Ópera do Ano), pela revista Opernwelt nos anos de 1994, 1998, 1999, 2000, 2002 e em 2006.

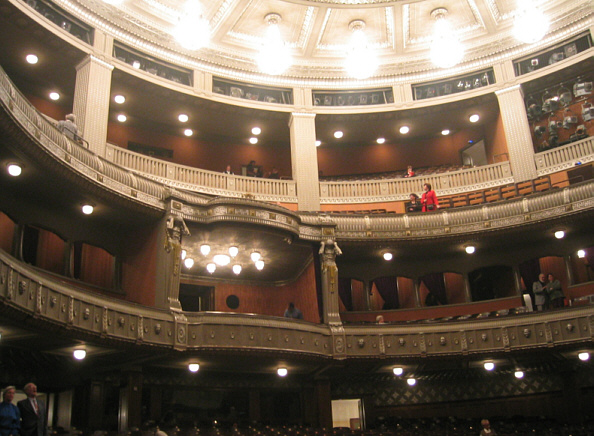

O diretor artístico atual é Albrecht Puhlmann e o diretor musical é Manfred Honeck.
Alguns cantores que fizeram a sua estreia na companhia foram Catherine Nagelstad, Jonas Kaufmann, Kurt Rydl e Jon Frederic e West.

## Gravações
Duas gravações notáveis feitas na companhia são: Der Ring des Nibelungen de Richard Wagner e [Alcina]] de Handel.